# گیرنده شبه NOD
گیرنده شبه NOD (انگلیسی: NOD-like receptor) یا «گیرنده‌های الیگومریزاسیون شبه دامین متصل‌شونده به نوکلئوتید» یا به‌اختصار «NLRs»، حس‌گرهایِ داخل‌سلولیِ «الگوی ملکولی وابسته به پاتوژن» (PAMPs) هستند که از فاگوسیتوز یا از طریق حفره‌ها و «الگوهای ملکولی وابسته به پاتوژن» (DAMPs) در جریان استرس سلولی، وارد آن می‌شوند.
این حس‌گرها، بخشی از گیرنده شناسایی الگو هستند و نقش کلیدی در دستگاه ایمنی ذاتی ایفا می‌کنند.
این ملکول‌ها می‌توانند با گیرنده‌های تی.ال. آر همکاری کرده و پاسخ التهابی یا آپوپتتیک را تنظیم کنند.
این گیرنده‌ها در لنفوسیت‌ها، ماکروفاژها، سلول‌های دندریتیک، و همچنین در سلول‌های غیرایمنی نظیر اپی‌تلیوم یافت می‌شوند.